# Schwabacher Kreis

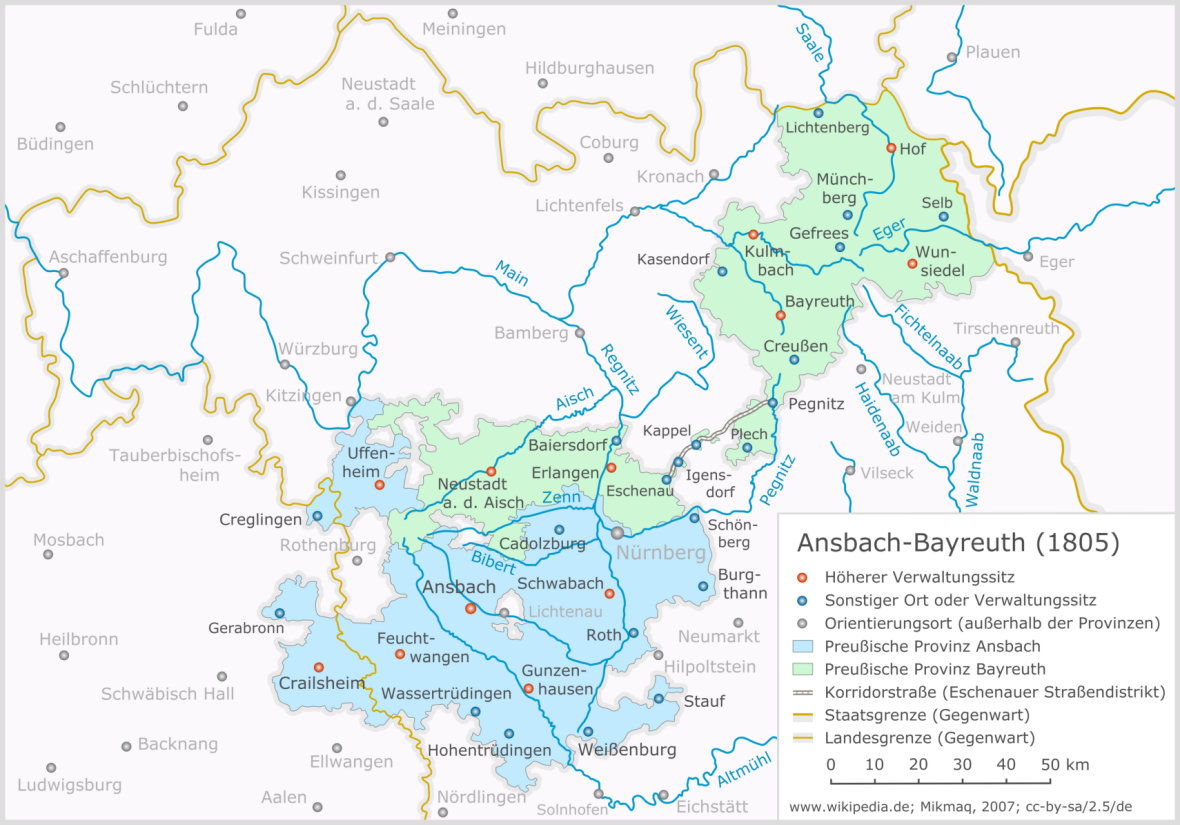
Ansbach-Bayreuth (nach territorialer Neuorganisation) im Jahr 1805

Der Schwabacher Kreis war unter preußischer Verwaltung einer von sechs Landkreisen im Fürstentum Ansbach mit Sitz in Schwabach.

## Geschichte
Der Schwabacher Kreis bestand von 1797 bis 1806. Die Kreisbehörde hatte die Bezeichnung Kreisdirektorium. Er wurde hauptsächlich aus den Oberämtern Burgthann, Cadolzburg und Schwabach gebildet. Es kamen einige Orte hinzu, die zuvor anderen Herrschaften unterstanden. Justiz und Verwaltung wurden getrennt. An Unterbehörden gab es die Justizämter Burgthann, Cadolzburg, Schwabach, Wöhrd/Gostenhof, die Kammerämter Burgthann, Cadolzburg, Schwabach und Wöhrd/Gostenhof und die Magistrate Langenzenn und Schwabach. Die Behörden wurden zunächst vom neuen Königreich Bayern übernommen, am 1. Oktober 1808 wurden diese dann aufgehoben. An ihrer Stelle wurden die Landgerichte Cadolzburg, Nürnberg, Schwabach und das Herrschaftsgericht Wilhermsdorf geschaffen, die sowohl für die Verwaltung als auch Justiz zuständig waren.

## Orte des Schwabacher Kreises

### Justiz- und Kammeramt Burgthann
Der Bezirk des Justiz- und Kammeramtes Burgthann ist weitestgehend identisch mit dem des ansbachischen Oberamtes Burgthann. 1801 umfasste er 109 Orte:
- Afalterbachs Capelle
- Altenthann
- Altenfurth, Capelle und Herren-Haus
- Arnhofen
- Bachmühle
- Beinding
- Betenhofen
- Benzenhofen
- Birnthan
- Bisling
- Bleiweishof
- Brackenfelds
- Brandmühle
- Brethalmühle
- Brunn
- Buch (zum Teil)
- Bühlhof
- Burgthann
- Diepersdorf
- Dörlbach
- Etzelsdorf
- Feucht
- Feresmühle
- Fischbach
- Forsthof
- Fröschau
- Fuchsmühle
- Gauchsenmühle
- Gehrsdorf
- Gibizenhof
- Gleishammer
- Grosvockenhof
- Grüb
- Grünsberg oder Cronsburg
- Gspanberg
- Gsteinach
- Gugelshof
- Hadermühle
- Hahnenhof und Mühle
- Hallerhütte
- Hammer
- Heimendorf
- Heinleinshof
- Himmelgarten
- Höfen
- Hohenbruck, eigentlich Ochenbruck
- Kemmath
- Kleinvockenhof
- Kothmühle
- Kugelhammer
- Laufenholz
- Leimburg
- Letten
- Lochmannshof
- Lüdersheim und auf der Au
- Malmspach
- Mauschelhof
- Meyersberg
- Mittelbüch
- Mögeldorf
- Morizenberg
- Moosbach
- Nesselmühle
- Nezstall oder Eckstall
- Oberburg
- Oberferrieden
- Oberheidelbach
- Oberlindelburg
- Obermühle
- Obermümberg
- Oberwöllnizleuthen
- Partenhofen
- Pfeifferhütte
- Pözling
- Rasch (z. T.)
- Renzenhofen
- Richthausen
- Rockenbrunn
- Rösmühle
- Röttenbach bey Altdorf
- Rubelshof
- Rummelsberg
- Scherrau
- Schnackershof
- Schönberg
- Schwarzenbach
- Schweig
- Spital und Lazareth bey Altdorf
- Steinbach
- Thulnau
- Tuzen- oder Duzetteich
- Ungelstetten
- Unterburg
- Unterferrieden
- Unterheidelbach
- Unterlindelburg
- Untermümberg
- Unteröttenbach
- Wallers- oder Mallersberg
- Weigenhofen
- Weinhof
- Weissenbronn
- Westhaid
- Wetzendorf
- Winckelhaid
- Winn
- Weyerhaus
- Zaveleins- oder Zerzabelainshof
- Ziegelhütte bey Altdorf

### Justiz- und Kammeramt Cadolzburg
Der Bezirk des Justiz- und Kammeramtes Cadolzburg umfasste das Oberamt Cadolzburg inklusive Teile die bis dahin mit der Reichsstadt Nürnberg strittig waren. 1801 gab es im Bezirk 164 Orte:
- Altenbergen
- Alte Vestung
- Ammerndorf
- Anwanden
- Atzenhof
- Ballersdorf
- Bernbach
- Betzendorf
- Bislohe
- Bleickershof
- Böllingsdorf
- Bonnhof
- Boxdorf
- Braunsbach
- Bremenstatt
- Bronnenmühle
- Brunamberg
- Bubenmühle
- Buch (zum Teil)
- Bürglein
- Burgfarrnbach
- Burggrafenhof
- Burgstall
- Buschschwabach
- Buttendorf
- Cadolzburg
- Castenreuth
- Christmühle
- Clarspach
- Claushof
- Cronach
- Deberndorf
- Defersdorf
- Dombach
- Doos
- Dürrnfarrnbach
- Eberts- oder Eberhardtshof
- Egersdorf
- Erlachskirchen
- Erzenleitermühle
- Felsenhaus zu Stein
- Fernebrünst
- Flechsdorf
- Frizmannshof und Mühle
- Frohn- oder Plonhof
- Galgenhof bey Herzogenaurach
- Gauchsmühle
- Gebersdorf
- Geis- oder Gaismannshofen
- Göckenhof
- Göckershof
- Gottmannsdorf
- Greimersdorf und Mühle
- Groshabersdorf
- Grosweißmannsdorf
- Gunnersdorf und Mühle
- Gutzberg
- Hardhof
- Hauptendorf
- Hausen
- Hecholtshof bey Ammerndorf
- Heinersdorf und Mühle
- Hengdorf
- Herboltshof
- Hildmannsdorf
- Höchstett auch Höfstetten
- Höfen bey Buschendorf (z. T.)
- Höfen bey Fürth
- Höfles
- Hörleinsdorf
- Horbach
- Hornsegen
- Hüttendorf
- Kagenhof
- Kehlmünz und Mühle
- Keidenzell
- Kernmühle
- Kirchfarrnbach
- Kleinweißmannsdorf
- Kohlersmühle
- Königsmühle
- Kreppendorf
- Kreutles
- Kriegenbronn
- Lag
- Laubendorf
- Leonhard, St.
- Leuchendorf
- Leuchendorfer Mühle
- Lind
- Loch
- Lohe
- Meiersberg
- Mosmühle
- Muggenhof
- Müncherlbach
- Münchzell
- Nembsdorf
- Neuhöflein
- Neumühle bey Zirndorf
- Neuses
- Oberaspach
- Oberhabersdorfer Mühle
- Obermichelbach
- Oberbüchlein
- Oberreichenbach
- Oedenreuth
- Panter- oder Banderach
- Rehedorf
- Reindorf und Mühle
- Reuters- oder Raitersaich
- Rezel- oder Unterfembach
- Riedeldorf
- Rosendorf
- Rostall und Mühle
- Rotenberg
- Sack
- Schleif- oder Fuchsmühle
- Schnepfenreuth
- Schnittling
- Schwadermühle
- Schweickhausen
- Seckendorf
- Seuckendorf
- Siegelsdorf und Mühle
- Siegersdorf
- Stadling
- Stein
- Steinbach bey Cadolzburg
- Steinbach bey Herzogaurach
- Stinzendorf
- Stockach bey Rostall
- Sündersbühl
- Thon (z. T.)
- Trettendorf
- Trübendorf
- Tuchenbach
- Unteraschbach
- Unternbuch
- Unterbüchlein
- Unterschlauersbach
- Vach
- Veitsbronn und Mühle
- Vinzensenbronn
- Vogtsreichenbach und Mühle
- Wachendorf
- Wasenmühle
- Weiherbuch
- Weihershof
- Weihersmühle
- Weikershof
- Weinzierlein und Mühle
- Weiterndorf
- Wetersdorf
- Wendsdorf
- Wezendorf
- Wichen- oder Wachendorf
- Wilhermsdorf und Mühle
- Wimpashof
- Wintersdorf
- Wittinghof
- Zautendorf
- Zirndorf und Mühle
- Zwiesselhof

### Polizeicommision Fürth
Die Polizeicommision Fürth unterstand unmittelbar der Ansbachischen Kriegs- und Domainenkammer. Es war zuständig für folgende 14 Orte:
- Atzenhof
- Cronach
- Fürth
- Grosreuth
- Kleinreuth
- Manhof
- Oberfürberg
- Poppenreuth
- Ronhof
- Schweinau
- Stadeln
- Unterfarrnbach
- Unterfürberg
- Untermichelbach

### Justiz- und Kammeramt Schwabach
Der Bezirk des Justiz- und Kammeramtes Schwabach umfasste das Oberamt Schwabach und Teile des Richteramtes Roßtal. 1801 befanden sich darin 108 Orte:
- Albersreuth
- Allerheiligen
- Bertholdsdorf
- Birkenlach
- Breitenlohe
- Büchenbach
- Cammerstein
- Christenmühle
- Dechendorf
- Deubenbach oder Deutenbach
- Dietersdorf
- Dürrnhembach
- Eckershof
- Erichs- oder Jörschenmühle
- Eybach
- Fichtenmühle
- Forsthof bey Schwabach
- Fürth
- Gauchsdorf
- Gaulnhofen bey Rohr
- Gaulnhofen bey Kornburg
- Gernhardsmühle
- Gibizenhof
- Göckenhof
- Gödelsdorf
- Götzenreuth
- Grosschwarzenlohe
- Gunzersreuth
- Gustenfelden
- Haag
- Haberleinsmühle
- Hagershof
- Harm
- Heegersdorf
- Hengdorf
- Herpersdorf
- Hinterhof
- Holzheim
- Hummelstein
- Igelsdorf
- Kazwang
- Kleinschwarzenlohe
- Königshammer
- Kornburg
- Kottensdorf
- Kreuth
- Krötenbach
- Kühedorf
- Leutelshof
- Leutsdorf
- Lichtenhof und Herrnhaus
- Limbach
- Lohehof
- Maiach
- Mittelhembach
- Mühlhof
- Nasbach
- Nemsdorf
- Neppersreuth
- Nerret
- Neumühle bey Dürrnhembach
- Neumühle bey Götzenreuth
- Neuses bey Kazwang
- Oberbaimbach
- Obermainbach
- Oberreichenbach
- Ottersdorf
- Penzendorf
- Pillenreuth
- Plöckendorf
- Poppenreuth
- Prünst
- Puzenreuth
- Raubershof
- Raubersrieth
- Rednizhembach
- Regelsbach
- Reichelsdorf
- Rößleinsmühle
- Röthenbach bey St. Wolfgang
- Rohr
- Rohrersmühle
- Sandreuth
- Schaftnach
- Schattenhof
- Schopfhof
- Schwabach
- Schwand
- Sorg
- Sperberslohe
- Steinbühl
- Tennenlohe
- Ugenau
- Ungerthal
- Unterbaimbach
- Unterfichtenmühle
- Untermainbach
- Unterreichenbach
- Volkergau
- Waikersreuth
- Walpersdorf
- Weiherhaus bey Kornburg
- Weihersmühle
- Weiler
- Wendelstein
- Wildenbergen
- Wolkersdorf, Ober und Unter
- Worzelsdorf

### Justiz- und Kammeramt Wöhrd-Gostenhof
Der Bezirk des Justiz- und Kammeramtes Wöhrd-Gostenhof umfasste Gebiete, die bis dahin von der Reichsstadt Nürnberg beansprucht wurden. Es befanden sich in diesem 17 Orte:
- Caserne
- Dürnhof
- Feilhof
- Flaschenhof
- Gaisbühl
- Galgenhof, der obere
- Glockenhof
- Gostenhof
- Hadermühle
- Heiligenkreuz
- Himpfelhof
- Johannes, St. Kirche
- Johannes Bauernhof
- Schieshaus
- Tafelhof und Wösp
- Weidemühle und noch viele isolierte Gartenhäuser
- Wöhrd